# トーマス・ミュラー
トーマス・ミュラー（Thomas Müller, 1989年9月13日 - ）は、西ドイツ・ヴァイルハイム・イン・オーバーバイエルン出身のサッカー選手。メジャーリーグサッカー・バンクーバー・ホワイトキャップス所属。元ドイツ代表。ポジションはMF、FW。
同姓のゲルト・ミュラーの後継者といわれている。なお、彼の父の名はゲルト・ミュラーと同姓同名である。

## クラブ経歴
ペールのTSVペールでプレーしていたが、10歳だった2000年にFCバイエルン・ミュンヘンの下部組織に移った。2007年にはU-19世代の全国リーグ戦で準優勝し、2008年3月にレギオナルリーガ（4部）のSpVggウンターハヒンク戦でリザーブチームデビューして初得点も決めた。2007-08シーズンはリザーブチームでもう2試合に出場し、引き続きU-19チームでもプレーしていた。2008年夏のプレシーズンにはトップチームに同行し、8月15日のハンブルガーSV戦でトップチームデビューした。
2008-09シーズンは新設されたドリッテリーガ（3部）でリザーブチームのキープレーヤーとなり、38試合のうち32試合に出場し、15得点を決めて得点ランク5位につけた。トップチームではこのシーズンに4試合に出場し、2009年3月10日のスポルティング・クルーベ・デ・ポルトゥガル戦でUEFAチャンピオンズリーグデビューも果たしている。2009年2月、リザーブチームのDFホルガー・バトシュトゥバーとともにプロ契約を交わし、2009-10シーズンのトップチーム昇格を決めた。同年には恋人と結婚し、20歳にして既婚者となった。
2009年夏にルイ・ファン・ハール監督が就任し、シーズン開幕前のアウディカップでACミラン戦などで得点を決める活躍を見せると、そのまま好調をシーズンでも維持した。9月12日のボルシア・ドルトムント戦では途中出場ながらブンデスリーガ初ゴールを含む2得点を決め、3日後のUEFAチャンピオンズリーグ・マッカビ・ハイファFC戦でも2得点を挙げる活躍を見せた。9月の月間最優秀選手にノミネートされ、同姓の偉大な選手であるゲルト・ミュラーから称賛の言葉をもらった。マッカビ・ハイファ戦以来、ほとんどの試合で先発出場し、2010年2月4日には2013年までの契約延長にサインした。シーズン後半にはしばしばセンターフォワードの位置でもプレーした。第29節のシャルケ04戦で決勝点を決め、第33節のVfLボーフム戦では初めてハットトリックを達成し、ブンデスリーガ優勝に貢献した。
シーズンを通して34試合に出場し、13ゴール11アシストを決めた。DFBポカールでは大会を通じて4ゴール2アシストを決めて大会得点王となり、決勝でヴェルダー・ブレーメンに勝利して国内2冠を達成した。エスタディオ・サンティアゴ・ベルナベウで行われたUEFAチャンピオンズリーグ決勝でクラブ初のトレブル（3冠）に挑んだが、インテル・ミラノに0-2で敗れた。ミュラーは先発出場し、後半が始まってすぐにシュートを放ったが、GKジュリオ・セーザルに防がれた。2009-10シーズンはすべての大会を通じて52試合に出場して19得点し、キッカー誌によってシーズン最優秀若手選手に選ばれた。

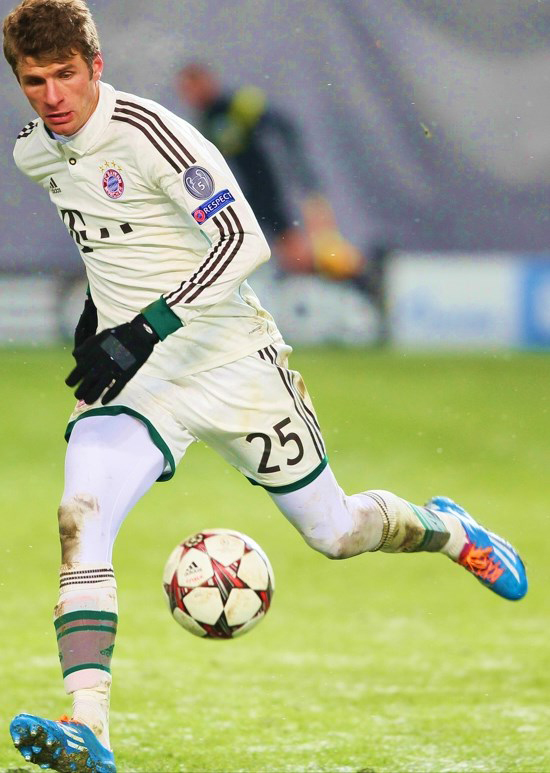
2013年のミュラー

2012年12月にバイエルンとの契約を2017年まで延長した。2012-13シーズン、チャンピオンズリーグ準決勝のFCバルセロナ戦では1stレグで2ゴール、2ndレグでもゴールを決めて、決勝進出に貢献、決勝ではドルトムントを破り、同大会初優勝を果たした。公式戦47試合で23得点し、バイエルン・ミュンヘンのトレブル達成の原動力の一人として貢献した。
2013-14シーズン、ポカール決勝のドルトムント戦では2点目となる追加点を決め、優勝に貢献した。リーグ戦31試合13得点を記録、リーグ優勝にも貢献した。
2014-15シーズン、マンチェスター・ユナイテッドFCからのオファーを断り、バイエルンに残留した。11月8日、第11節のアイントラハト・フランクフルト戦でリーグ戦ではハットトリック、2月14日のハンブルガーSV戦では2ゴール3アシストを決めるなど、リーグ戦では13ゴール15アシストを決めてリーグ制覇に貢献した。チャンピオンズリーグでは準決勝まで進み、FCバルセロナ戦の2ndレグでは1ゴールを決め勝利したが、1stレグでは0-3と敗れていたため決勝進出は出来なかった。
2015-16シーズン、8月29日に行われたリーグ第3節で、ブンデスリーガ200試合出場を達成した。2015年12月18日にバイエルン・ミュンヘンとの契約を2021年まで延長したことを発表した。2015-16シーズンはリーグ戦31試合で20ゴールを決め、リーグ優勝に貢献した。
2016-17シーズン、8月のドイツスーパーカップ、ドルトムント戦では決勝点を決めた。999分間無得点であったが、12月10日のVfLヴォルフスブルク戦で得点を決めた。
2017-18シーズン、リーグ戦では8ゴール14アシストを決め、チームのブンデスリーガ制覇に貢献した。
2018-19シーズン、2018年9月12日、チャンピオンズリーググループステージのSLベンフィカ戦でチャンピオンズリーグ通算100試合出場を達成。12月15日の第15節ハノーファー96戦でリーグ戦通算300試合出場を達成した。リーグ戦では6ゴール18アシストを決め、リーグ制覇に貢献した。
2019-20シーズン、ドルトムント戦でバイエルン通算500試合出場を記録。2015年に通算500試合目の出場をもってバイエルンでのキャリアを終えたバスティアン・シュヴァインシュタイガーに並んだ。また、この試合で2アシストを記録し、ブンデスリーガ通算アシスト数を101にまで伸ばし、3桁の大台に乗せた。この記録は歴代1位である。6月6日のバイエル・レバークーゼン戦で2アシストを決め、シーズン20アシストの大台に乗せ、これまでケヴィン・デ・ブライネが持っていたシーズン最多アシスト記録を更新した。6月19日のSCフライブルク戦でブンデスリーガ350試合出場を達成した。一方のチャンピオンズリーグでは、8月14日、準々決勝のFCバルセロナ戦では2ゴール1アシストの活躍で8-2の記録的な大勝に貢献し、マン・オブ・ザ・マッチに選出された。また、この試合は自身CL113戦目の出場となり、元同僚のフィリップ・ラームがもつドイツ人CL最多出場記録を更新した。決勝のパリ・サンジェルマンFC戦ではゴールやアシストは無かったが、攻守に活躍、優勝に貢献した。
2020-21シーズン、開幕戦となったシャルケ04戦でゴールを決め、バイエルンでの通算200ゴールを達成した。このシーズンもブンデスリーガ最多の18アシストを決め、チームはブンデスリーガを制し、自身10度目の優勝となり、同僚のダヴィド・アラバとともにリーグ史上最多の優勝経験がある選手となった。
2021-22シーズン、9月24日のSpVggグロイター・フュルト戦で先制ゴールを決め、クラブ通算得点を218とし、カール・ハインツ・ルンメニゲの217ゴールを抜き、バイエルン歴代3位の得点記録保持者となった。11月19日のFCアウクスブルク戦に先発出場し、バイエルンでの公式戦通算出場数を600とした。2022年5月3日に2024年夏までの契約を延長した。またこのシーズン、リーグ戦では18アシスト、通算3度目となるブンデスリーガ最多アシスト者となった。
2023-24シーズン、第9節ダルムシュタットとの対戦で途中出場からゴールを決め、バイエルンに所属した選手としては、ブンデスリーガで初めて15シーズン連続でゴールを決めた選手となった。12月には2025年までチームとの契約を延長した。
2024-25シーズン、リーグ第2節のフライブルクとの対戦に途中出場したことにより、バイエルンの公式戦歴代最多出場記録となる710試合に出場したこととなった。またこの試合でリーグ戦通算150ゴールも記録した。
2025年4月5日、バイエルン・ミュンヘンを退団することが発表された。
2025年8月6日、バンクーバー・ホワイトキャップスへの移籍が決定。背番号はドイツ代表でも着用していた13番。

## 代表経歴

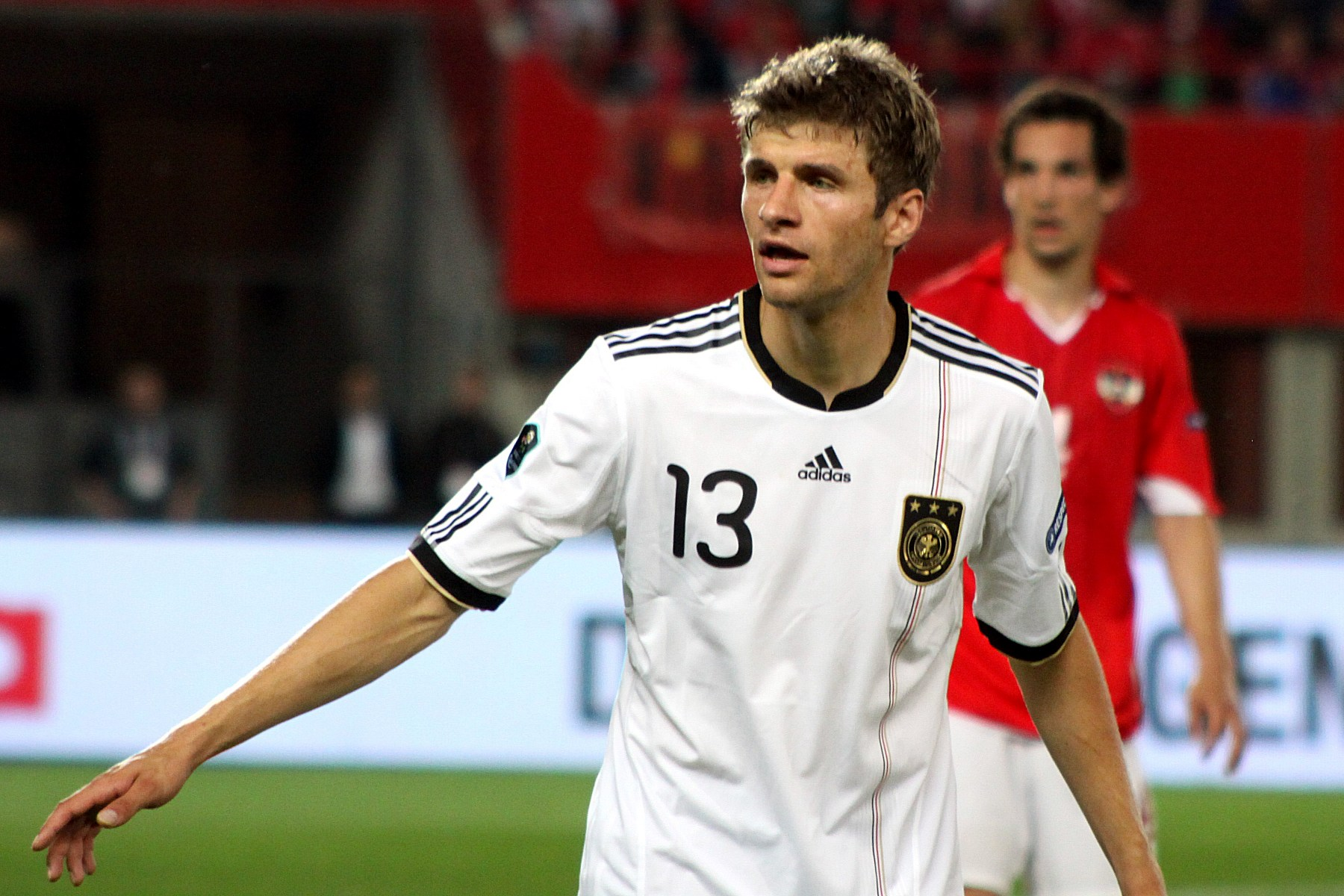
UEFA EURO 2012でのミュラー

2004年にU-16ドイツ代表に選ばれた。2009年8月には初めてU-21ドイツ代表に選ばれ、トルコとの親善試合でデビューした。U-21代表では6試合に出場してサンマリノ戦で1得点を決めている。10月には、バイエルン・ミュンヘンでポジションを奪う活躍を見たヨアヒム・レーヴによってドイツ代表に初招集された。ロベルト・エンケの死去などで試合がキャンセルされ、しばらく出場機会がなかったが、2010年3月3日、アルゼンチンとの親善試合でA代表デビューした。

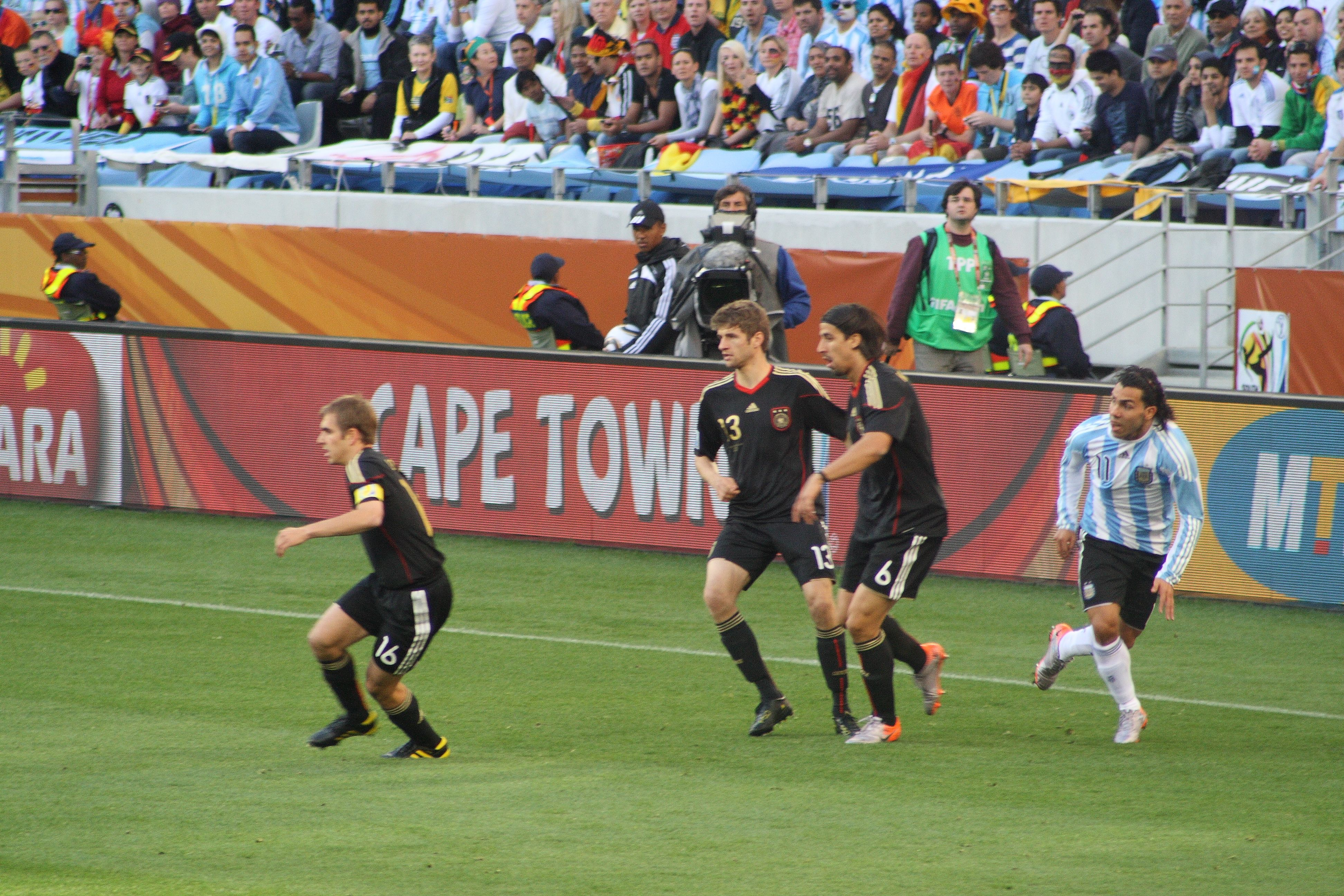
2010 FIFAワールドカップの準々決勝。右サイドMFとしてプレーしているミュラー（左から2番目）

2010年5月6日には2010 FIFAワールドカップに向けた代表候補27人に選ばれ、代表合宿中に自転車から落車するアクシデントなどもあったが、6月1日に発表された本大会登録メンバー23人に名を連ねた。怪我により代表を離脱したキャプテンミヒャエル・バラックや、同姓のゲルト・ミュラーが好んで着けていた背番号13を身にまとった。大会前までのA代表出場数はわずか5試合だったが、グループリーグ初戦のオーストラリア戦で代表初得点を決め、決勝トーナメント1回戦のイングランド戦では2ゴール1アシストの活躍で、大会選定のマン・オブ・ザ・マッチに選出された。準々決勝のアルゼンチン戦では開始3分で先制点を挙げた。準決勝は警告累積で出場停止となり、ミュラー不在が響いてドイツは敗れたものの、3位決定戦でも先制点を挙げ、大会を通じて攻撃陣の核としてドイツを牽引した。大会通算5得点は、スペイン代表のダビド・ビジャ、オランダ代表のヴェスレイ・スナイデル、ウルグアイ代表のディエゴ・フォルランの3人と並びトップタイだったが、アシスト数が評価されて大会得点王にあたるゴールデンブーツ賞を受賞した。さらに大会通算3アシストは同じくドイツ代表のメスト・エジル、バスティアン・シュヴァインシュタイガー、ブラジル代表のカカに並びトップタイであり、得点王と最多アシストの2冠を達成した。また、20歳での得点王はワールドカップ史上最年少の快挙であり、最も活躍した若手選手に贈るベストヤングプレーヤー賞も受賞した。

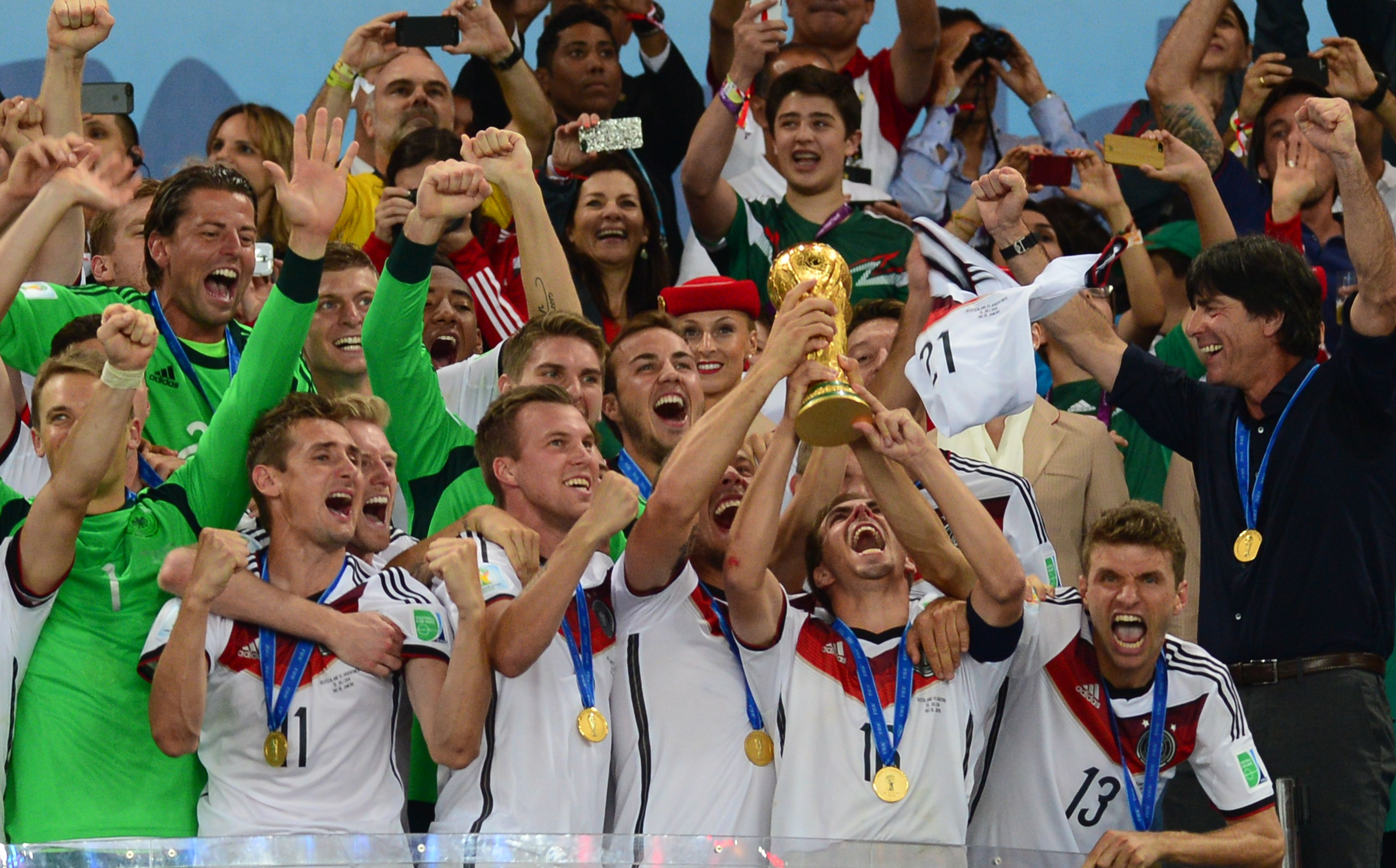
2014 FIFAワールドカップで優勝に歓喜するミュラー（右下）

2014年6月16日の2014 FIFAワールドカップ初戦、ポルトガル戦ではハットトリックを達成。第2戦ガーナ戦では代表であまり試されてこなかったセンターフォワードとして起用される。チャンスを作りながらもなかなか得点できず、試合終了間際にガーナの選手と競り合った際に顔面を負傷した。第3戦のアメリカ戦では唯一となる得点を決め、GS1位通過に貢献した。準決勝のブラジル戦では先制点を奪い、7-1の大勝（ミネイロンの惨劇）のきっかけをつくった。史上初の2大会連続得点王とはならなかったが（5得点で2位）、ドイツ代表のワールドカップ優勝に貢献した。
2018 FIFAワールドカップでは、グループリーグ3試合に出場したが得点を奪えず、ドイツもグループリーグで敗退した。2018年11月19日のUEFAネーションズリーグのオランダ戦で通算100試合出場を果たした。2019年3月5日、ヨアヒム・レーヴ監督が、世代交代のためにミュラー、マッツ・フンメルス、ジェローム・ボアテングの3選手を今後招集しないと公表した。これに対して自身のSNSで、納得できない思いを吐露した。
しかし、バイエルンでの活躍からEURO2020に臨む代表メンバーとして約2年半振りとなる代表招集を受けた。EURO直前に行われた6月7日のラトビア戦で代表では約3年振りとなるゴールを決めた。ユーロ本大会ではグループステージの3試合では無得点、決勝トーナメント1回戦のイングランド戦では0-1とリードを許す中で、相手GKと1対1のチャンスを迎えたが、シュートが僅かに外れ、この試合でも無得点、チームも0-2で敗れ、ユーロでは今大会でもゴールを奪えず、通算15試合に出場したが、無得点に終わった。
2022年、2022 FIFAワールドカップではグループリーグ3試合に出場したが、得点やアシストは無く、チームは2大会連続で決勝トーナメント進出を逃した。
2024年、UEFA EURO 2024に出場したが、準々決勝でスペインに敗れると、代表チームからの引退を表明、国際Aマッチ通算131試合で45ゴールを記録した。ワールドカップでは通算19試合で10得点を挙げたが、ユーロでは通算17試合に出場するも無得点に終わった。

## プレースタイル
「オフ・ザ・ボールの王様」と称されるほどポジション取りに優れている。ゴール数こそ多いものの、典型的な点取り屋ではなく、センターフォワードとしてはフィジカルが弱く、トップ下としては創造性に欠け、サイドの選手としてはスピードが足りない。しかし、パスを受けるためのオフ・ザ・ボールの動きでは、フリーな状況をつくるだけでなく、あえて相手のプレスを受ける位置でパスを引き出したり、あえて相手の視野に入ることで、他の選手がプレーしやすい状況を作り出す。また、アシスト数も多く、2019－20シーズンにはブンデスリーガ史上最多となる21本のアシストを記録している。
元フランス代表のティエリ・アンリは、「チームのために多く働き、守備の局面でも汗をかき、攻撃へと走り出していく。選手というのは、彼のようにプレーしなければいけないと思うんだ。もし僕に息子がいてサッカーをしていたら、こうアドバイスをするよ。『ミュラーのようになれ』ってね。」と称賛している。

## 個人成績
2022-23シーズン終了時点
| クラブ                     | シーズン     | リーグ           | リーグ戦 | リーグ戦 | DFBポカール | DFBポカール | 国際大会 | 国際大会 | その他 | その他 | 合計 | 合計 |
| クラブ                     | シーズン     | リーグ           | 出場     | 得点     | 出場        | 得点        | 出場     | 得点     | 出場   | 得点   | 出場 | 得点 |
| -------------------------- | ------------ | ---------------- | -------- | -------- | ----------- | ----------- | -------- | -------- | ------ | ------ | ---- | ---- |
| FCバイエルン・ミュンヘンII | 2007-08      | レギオナルリーガ | 3        | 1        | -           | -           | -        | -        | 0      | 0      | 3    | 1    |
| FCバイエルン・ミュンヘンII | 2008-09      | 3. リーガ        | 32       | 15       | -           | -           | -        | -        | 0      | 0      | 32   | 15   |
| FCバイエルン・ミュンヘンII | 通算         | 通算             | 35       | 16       | -           | -           | -        | -        | 0      | 0      | 35   | 16   |
| FCバイエルン・ミュンヘン   | 2008-09      | ブンデスリーガ   | 4        | 0        | 0           | 0           | 1        | 1        | 0      | 0      | 5    | 1    |
| FCバイエルン・ミュンヘン   | 2009-10      | ブンデスリーガ   | 34       | 13       | 6           | 4           | 12       | 2        | 0      | 0      | 52   | 19   |
| FCバイエルン・ミュンヘン   | 2010-11      | ブンデスリーガ   | 34       | 12       | 5           | 3           | 8        | 3        | 1      | 1      | 48   | 19   |
| FCバイエルン・ミュンヘン   | 2011-12      | ブンデスリーガ   | 34       | 7        | 5           | 2           | 14       | 2        | 0      | 0      | 53   | 11   |
| FCバイエルン・ミュンヘン   | 2012-13      | ブンデスリーガ   | 28       | 13       | 5           | 1           | 13       | 8        | 1      | 1      | 47   | 23   |
| FCバイエルン・ミュンヘン   | 2013-14      | ブンデスリーガ   | 31       | 13       | 5           | 8           | 12       | 5        | 3      | 0      | 51   | 26   |
| FCバイエルン・ミュンヘン   | 2014-15      | ブンデスリーガ   | 32       | 13       | 5           | 1           | 10       | 7        | 1      | 0      | 48   | 21   |
| FCバイエルン・ミュンヘン   | 2015-16      | ブンデスリーガ   | 31       | 20       | 5           | 4           | 12       | 8        | 1      | 0      | 49   | 32   |
| FCバイエルン・ミュンヘン   | 2016-17      | ブンデスリーガ   | 29       | 5        | 3           | 0           | 9        | 3        | 1      | 1      | 42   | 9    |
| FCバイエルン・ミュンヘン   | 2017-18      | ブンデスリーガ   | 29       | 8        | 5           | 4           | 10       | 3        | 1      | 0      | 45   | 15   |
| FCバイエルン・ミュンヘン   | 2018-19      | ブンデスリーガ   | 32       | 6        | 6           | 3           | 6        | 0        | 1      | 0      | 45   | 9    |
| FCバイエルン・ミュンヘン   | 2019-20      | ブンデスリーガ   | 33       | 8        | 6           | 2           | 10       | 4        | 1      | 0      | 50   | 14   |
| FCバイエルン・ミュンヘン   | 2020-21      | ブンデスリーガ   | 32       | 11       | 2           | 1           | 9        | 2        | 3      | 1      | 46   | 15   |
| FCバイエルン・ミュンヘン   | 2021-22      | ブンデスリーガ   | 32       | 8        | 2           | 0           | 10       | 4        | 1      | 1      | 45   | 13   |
| FCバイエルン・ミュンヘン   | 2022-23      | ブンデスリーガ   | 27       | 7        | 4           | 0           | 8        | 1        | 1      | 0      | 40   | 8    |
| FCバイエルン・ミュンヘン   | 通算         | 通算             | 442      | 144      | 64          | 33          | 144      | 53       | 16     | 5      | 666  | 235  |
| キャリア通算               | キャリア通算 | キャリア通算     | 477      | 160      | 64          | 33          | 144      | 53       | 16     | 5      | 701  | 251  |

## 代表歴

### 出場大会
- ドイツ代表
  - 2010年 - 2010 FIFAワールドカップ（3位）
  - 2012年 - UEFA EURO 2012（ベスト4）
  - 2014年 - 2014 FIFAワールドカップ（優勝）
  - 2016年 - UEFA EURO 2016（ベスト4）
  - 2018年 - 2018 FIFAワールドカップ（グループリーグ敗退）
  - 2018年 - UEFAネーションズリーグ2018-19
  - 2021年 - UEFA EURO 2020（ベスト16）
  - 2022年 - 2022 FIFAワールドカップ（グループリーグ敗退）
  - 2022年 - UEFAネーションズリーグ2022-23
  - 2024年 - UEFA EURO 2024 (ベスト8)

### 試合数
- 国際Aマッチ 131試合 45得点（2010年-2024年）[65]

| ドイツ代表 | 国際Aマッチ | 国際Aマッチ |
| 年         | 出場        | 得点        |
| ---------- | ----------- | ----------- |
| 2010       | 12          | 5           |
| 2011       | 13          | 5           |
| 2012       | 13          | 0           |
| 2013       | 9           | 6           |
| 2014       | 15          | 10          |
| 2015       | 6           | 5           |
| 2016       | 15          | 5           |
| 2017       | 6           | 1           |
| 2018       | 11          | 1           |
| 2021       | 10          | 4           |
| 2022       | 11          | 2           |
| 2023       | 5           | 1           |
| 2024       | 5           | 0           |
| 通算       | 131         | 45          |

### 得点
| #   | 開催日         | 開催地                                                     | 対戦国             | スコア | 結果 | 大会                    |
| --- | -------------- | ---------------------------------------------------------- | ------------------ | ------ | ---- | ----------------------- |
| 1.  | 2010年6月13日  | ダーバン、モーゼス・マヒダ・スタジアム                     | オーストラリア     | 3–0    | 4–0  | 南アフリカW杯           |
| 2.  | 2010年6月27日  | ブルームフォンテーン、フリーステイト・スタジアム           | イングランド       | 3–1    | 4–1  | 南アフリカW杯           |
| 3.  | 2010年6月27日  | ブルームフォンテーン、フリーステイト・スタジアム           | イングランド       | 4–1    | 4–1  | 南アフリカW杯           |
| 4.  | 2010年7月3日   | ケープタウン、ケープタウン・スタジアム                     | アルゼンチン       | 1–0    | 4–0  | 南アフリカW杯           |
| 5.  | 2010年7月10日  | ポート・エリザベス、ネルソン・マンデラ・ベイ・スタジアム   | ウルグアイ         | 1–0    | 3–2  | 南アフリカW杯           |
| 6.  | 2011年3月26日  | カイザースラウテルン、フリッツ・ヴァルター・シュタディオン | カザフスタン       | 2–0    | 4–0  | UEFA EURO 2012予選      |
| 7.  | 2011年3月26日  | カイザースラウテルン、フリッツ・ヴァルター・シュタディオン | カザフスタン       | 3–0    | 4–0  | UEFA EURO 2012予選      |
| 8.  | 2011年10月7日  | イスタンブール、トルコ・テレコム・アリーナ                 | トルコ             | 2–0    | 3–1  | UEFA EURO 2012予選      |
| 9.  | 2011年11月11日 | キエフ、オリンピスキ・スタジアム                           | ウクライナ         | 3–3    | 3–3  | 親善試合                |
| 10. | 2011年11月15日 | ハンブルク、フォルクスパルクシュタディオン                 | オランダ           | 1–0    | 3–0  | 親善試合                |
| 11. | 2013年2月6日   | サン＝ドニ、スタッド・ド・フランス                         | フランス           | 1–1    | 2–1  | 親善試合                |
| 12. | 2013年3月22日  | アスタナ、アスタナ・アリーナ                               | カザフスタン       | 1–0    | 3–0  | ブラジルW杯・予選       |
| 13. | 2013年3月22日  | アスタナ、アスタナ・アリーナ                               | カザフスタン       | 3–0    | 3–0  | ブラジルW杯・予選       |
| 14. | 2013年8月14日  | カイザースラウテルン、フリッツ・ヴァルター・シュタディオン | パラグアイ         | 2–2    | 3–3  | 親善試合                |
| 15. | 2013年9月6日   | ミュンヘン、アリアンツ・アレーナ                           | オーストリア       | 3–0    | 3–0  | ブラジルW杯・予選       |
| 16. | 2013年9月10日  | トースハウン、トースヴェリュール                           | フェロー諸島       | 3–0    | 3–0  | ブラジルW杯・予選       |
| 17. | 2014年6月1日   | メンヒェングラートバッハ、ボルシア・パルク                 | カメルーン         | 1–1    | 2–2  | 親善試合                |
| 18. | 2014年6月16日  | サルヴァドール、アレーナ・フォンチ・ノヴァ                 | ポルトガル         | 1–0    | 4–0  | ブラジルW杯             |
| 19. | 2014年6月16日  | サルヴァドール、アレーナ・フォンチ・ノヴァ                 | ポルトガル         | 3–0    | 4–0  | ブラジルW杯             |
| 20. | 2014年6月16日  | サルヴァドール、アレーナ・フォンチ・ノヴァ                 | ポルトガル         | 4–0    | 4–0  | ブラジルW杯             |
| 21. | 2014年6月26日  | レシフェ、アレナ・ペルナンブーコ                           | アメリカ合衆国     | 1–0    | 1–0  | ブラジルW杯             |
| 22. | 2014年7月8日   | ベロオリゾンテ、ミネイロン                                 | ブラジル           | 1–0    | 7–1  | ブラジルW杯             |
| 23. | 2014年9月7日   | ドルトムント、ジグナル・イドゥナ・パルク                   | スコットランド     | 1–0    | 2–1  | UEFA EURO 2016予選      |
| 24. | 2014年9月7日   | ドルトムント、ジグナル・イドゥナ・パルク                   | スコットランド     | 2–1    | 2–1  | UEFA EURO 2016予選      |
| 25. | 2014年11月14日 | ニュルンベルク、フランケンシュタディオン                   | ジブラルタル       | 1–0    | 4–0  | UEFA EURO 2016予選      |
| 26. | 2014年11月14日 | ニュルンベルク、フランケンシュタディオン                   | ジブラルタル       | 2–0    | 4–0  | UEFA EURO 2016予選      |
| 27. | 2015年3月29日  | トビリシ、ボリス・パイチャーゼ・スタジアム                 | ジョージア         | 2–0    | 2–0  | UEFA EURO 2016予選      |
| 28. | 2015年9月4日   | フランクフルト、ヴァルトシュタディオン                     | ポーランド         | 1–0    | 3–1  | UEFA EURO 2016予選      |
| 29. | 2015年9月7日   | グラスゴー、ハムデン・パーク                               | スコットランド     | 1–0    | 3–2  | UEFA EURO 2016予選      |
| 30. | 2015年9月7日   | グラスゴー、ハムデン・パーク                               | スコットランド     | 2–1    | 3–2  | UEFA EURO 2016予選      |
| 31. | 2015年10月11日 | ライプツィヒ、ツェントラールシュタディオン                 | ジョージア         | 1–0    | 2–1  | UEFA EURO 2016予選      |
| 32. | 2016年6月4日   | ゲルゼンキルヒェン、フェルティンス・アレーナ               | ハンガリー         | 2–0    | 2–0  | 親善試合                |
| 33. | 2016年9月4日   | オスロ、ウレヴォール・スタディオン                         | ノルウェー         | 1–0    | 3–0  | ロシアW杯・予選         |
| 34. | 2016年9月4日   | オスロ、ウレヴォール・スタディオン                         | ノルウェー         | 3–0    | 3–0  | ロシアW杯・予選         |
| 35. | 2016年10月8日  | ハンブルク、フォルクスパルクシュタディオン                 | チェコ             | 1–0    | 3–0  | ロシアW杯・予選         |
| 36. | 2016年10月8日  | ハンブルク、フォルクスパルクシュタディオン                 | チェコ             | 3–0    | 3–0  | ロシアW杯・予選         |
| 37. | 2017年3月27日  | バクー、トフィク・バフラモフ・スタジアム                   | アゼルバイジャン   | 2–1    | 4–1  | ロシアW杯・予選         |
| 38. | 2018年3月23日  | デュッセルドルフ、エスプリ・アレーナ                       | スペイン           | 1–1    | 1–1  | 親善試合                |
| 39. | 2021年6月7日   | デュッセルドルフ、エスプリ・アレーナ                       | ラトビア           | 3–0    | 7–1  | 親善試合                |
| 40. | 2021年10月9日  | ハンブルク、フォルクスパルクシュタディオン                 | ルーマニア         | 2–1    | 2–1  | カタールW杯・予選       |
| 41. | 2021年11月12日 | ヴォルフスブルク、フォルクスワーゲン・アレーナ             | リヒテンシュタイン | 6–0    | 9–0  | カタールW杯・予選       |
| 42. | 2021年11月12日 | ヴォルフスブルク、フォルクスワーゲン・アレーナ             | リヒテンシュタイン | 7–0    |      | カタールW杯・予選       |
| 43. | 2022年3月29日  | アムステルダム、ヨハン・クライフ・アレナ                   | オランダ           | 1–0    | 1–1  | 親善試合                |
| 44. | 2022年6月14日  | メンヒェングラートバッハ、ボルシア・パルク                 | イタリア           | 3–0    | 5–2  | UEFA ネーションズリーグ |
| 45. | 2023年9月12日  | ドルトムント、ジグナル・イドゥナ・パルク                   | フランス           | 1–0    | 2–1  | 親善試合                |

## タイトル

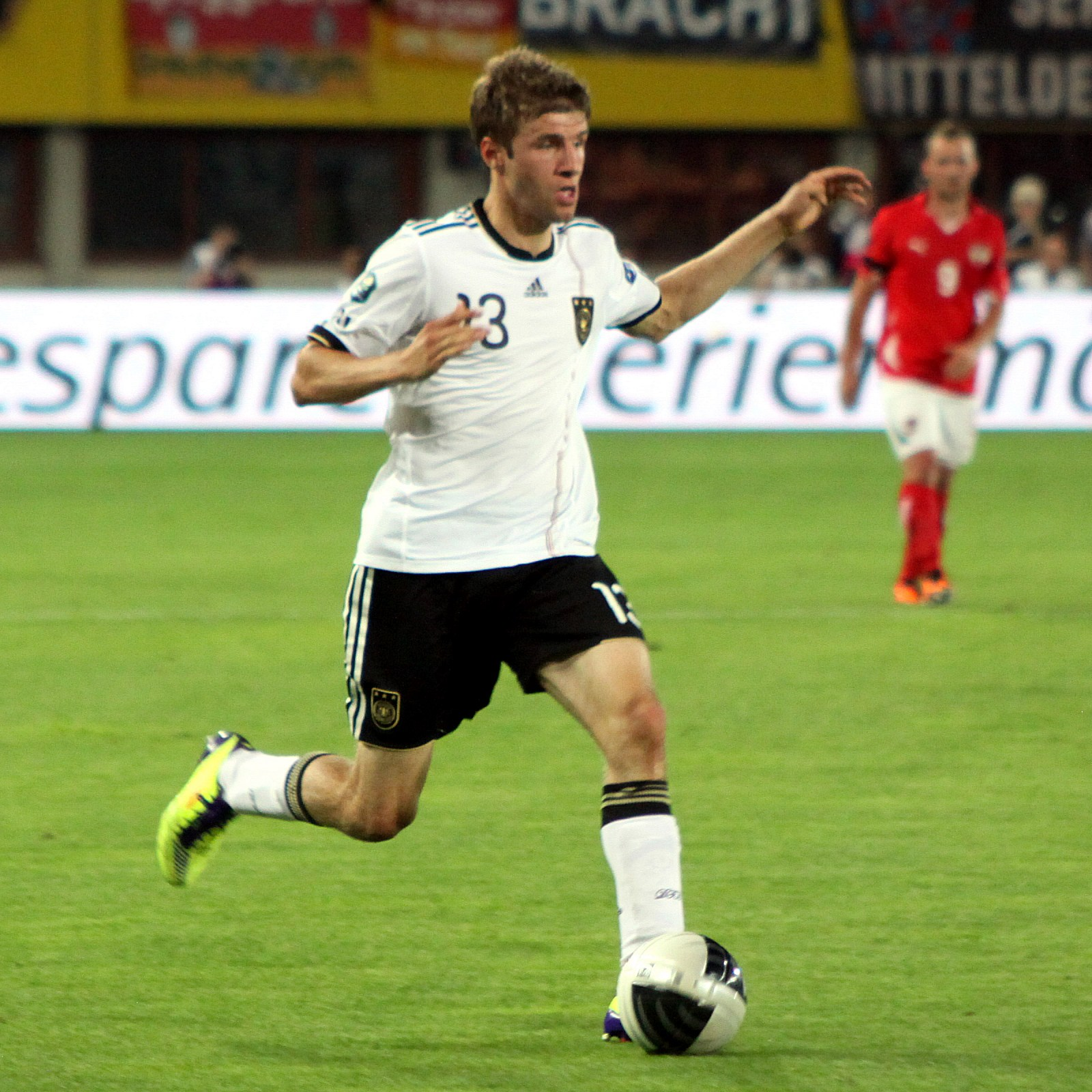
ドイツ代表でプレーするミュラー

### クラブ
バイエルン・ミュンヘン
- ブンデスリーガ：12回 (2009-10, 2012-13, 2013-14, 2014-15, 2015-16, 2016-17, 2017-18, 2018-19, 2019-20, 2020-21, 2021-22, 2022-23,2024-25)
- DFBポカール：6回 (2009-10, 2012-13, 2013-14, 2015-16, 2018-19, 2019-20)
- DFLスーパーカップ：8回 (2010, 2012, 2016, 2017, 2018, 2020, 2021, 2022)
- UEFAチャンピオンズリーグ：2回 (2012-13, 2019-20)
- UEFAスーパーカップ：2回 (2013, 2020)
- FIFAクラブワールドカップ：2回 (2013, 2020)

### 代表
ドイツ代表
- FIFAワールドカップ：2014

### 個人
- FIFAワールドカップ・ゴールデンブーツ賞：2010
- FIFAワールドカップ・シルバーブーツ賞：2014
- FIFAワールドカップ・シルバーボール賞：2014
- FIFAワールドカップ・ベストヤングプレイヤー：2010
- FIFAワールドカップ ベストイレブン：2014
- ブラヴォー賞：2010
- UEFAチャンピオンズリーグ・年間ベストチーム：2019-20
- DFBポカール得点王 : 2010, 2014
- ババリアン オーダー オブ メリット : 2019
- ブンデスリーガシーズンベストイレブン : 3回 (2017–18, 2019–20, 2020–21)
- キッカーシーズンベストイレブン : 4回 (2012–13, 2015–16, 2019–20, 2020–21)